# Watertown (Florida)
Watertown is een plaats (census-designated place) in de Amerikaanse staat Florida, en valt bestuurlijk gezien onder Columbia County.

## Demografie
Bij de volkstelling in 2000 werd het aantal inwoners vastgesteld op 2837.

## Geografie
Volgens het United States Census Bureau beslaat de plaats een oppervlakte van
6,4 km², waarvan 6,2 km² land en 0,2 km² water.

## Plaatsen in de nabije omgeving
De onderstaande figuur toont nabijgelegen plaatsen in een straal van 40 km rond Watertown.